# طزرک
طَزرَک به گویش محلی تَجَرَک روستایی با قدمت چند هزار ساله در جنوب غربی استان قزوین، در ۴۰ کیلومتری بویین زهرا و ۲۸ کیلومتری تاکستان است. روستای طزرک آخرین بار در سال ۱۳۴۱ بر اثر زلزله بوئین زهرا تخریب شد. هنوز آثار بسیاری از ویرانه‌های زلزله طزرک در کهنه روستا باقی است.

## آثار تاریخی
آثاری قدیمی در این روستا بر جا مانده‌است همانند: آب انبار روستا، تپه باستانی که بقایای هنر سلجوقی را می‌توان از میان تکه‌های کاشی و سفالی آن مشاهده کرد و همچنین مسجد قدیمی که از دل تپه باستانی بیرون آمده‌است. مکان‌های منتسب به طزرک قدیم مانند گزه بنه نیز اکنون به مزارع کشاورزی تبدیل شده‌اند. امامزادهٔ طزرک با قدمت ۸۰۰ سال در ۱۳۹۳ به صورت عمدی پیش از ثبت در میراث فرهنگی تخریب و به تلی از خاک تبدیل شد.

## کشاورزی و باغداری
طزرک در گذشته دارای باغستان‌های بسیار بوده‌است اما به دلیل استفاده بی‌رویه از آب‌های زیر زمینی و کاهش آن بسیاری از این باغات خشک شده‌است. وجود درخت های پسته باتنه های بسیار قوی وتنومند نشانه از باغات قدیمی و سر سبزی فراوان در این روستا را دارد.
محصولات کشاورزی زمان حال روستا عبارتند از گندم .انگور وکشمش .بادام .پسته. زعفران روستا که در سالهای اخیر در حال کشت وکاشت ان به دلیل کمبود اب در حال رونق یافتن هر چه بیشتر است

## مردم
در طرزک مردم به ترکی آذربایجانی با لهجه محلی صحبت می‌کنند. دین مردم این روستا اسلام و مذهبشان شیعه دوازده امامی است.

## منبع به بیرون
مستند " گذر و نظر " با نگاهی گزارشی به روستای طزرک قزوین